# Fuenterroble de Salvatierra (kommunhuvudort)
Fuenterroble de Salvatierra är en kommunhuvudort i Spanien.   Den ligger i provinsen Provincia de Salamanca och regionen Kastilien och Leon, i den centrala delen av landet, 170 km väster om huvudstaden Madrid. Fuenterroble de Salvatierra ligger 951 meter över havet och antalet invånare är 262.
Terrängen runt Fuenterroble de Salvatierra är huvudsakligen platt, men söderut är den kuperad. Runt Fuenterroble de Salvatierra är det ganska glesbefolkat, med 48 invånare per kvadratkilometer. Närmaste större samhälle är Guijuelo, 5,4 km öster om Fuenterroble de Salvatierra. Trakten runt Fuenterroble de Salvatierra består i huvudsak av gräsmarker.